# Araneus apobleptus
Araneus apobleptus là một loài nhện trong họ Araneidae.
Loài này thuộc chi Araneus. Araneus apobleptus được William Joseph Rainbow miêu tả năm 1916.